# Abraxas fasciaria
Abraxas fasciaria là một loài bướm đêm trong họ Geometridae.